# Boris Diaw
Boris Babacar Diaw-Riffiod (Cormeilles-en-Parisis, 16 april 1982) is een Frans voormalig basketballer en basketbalvoorzitter.

## Carrière

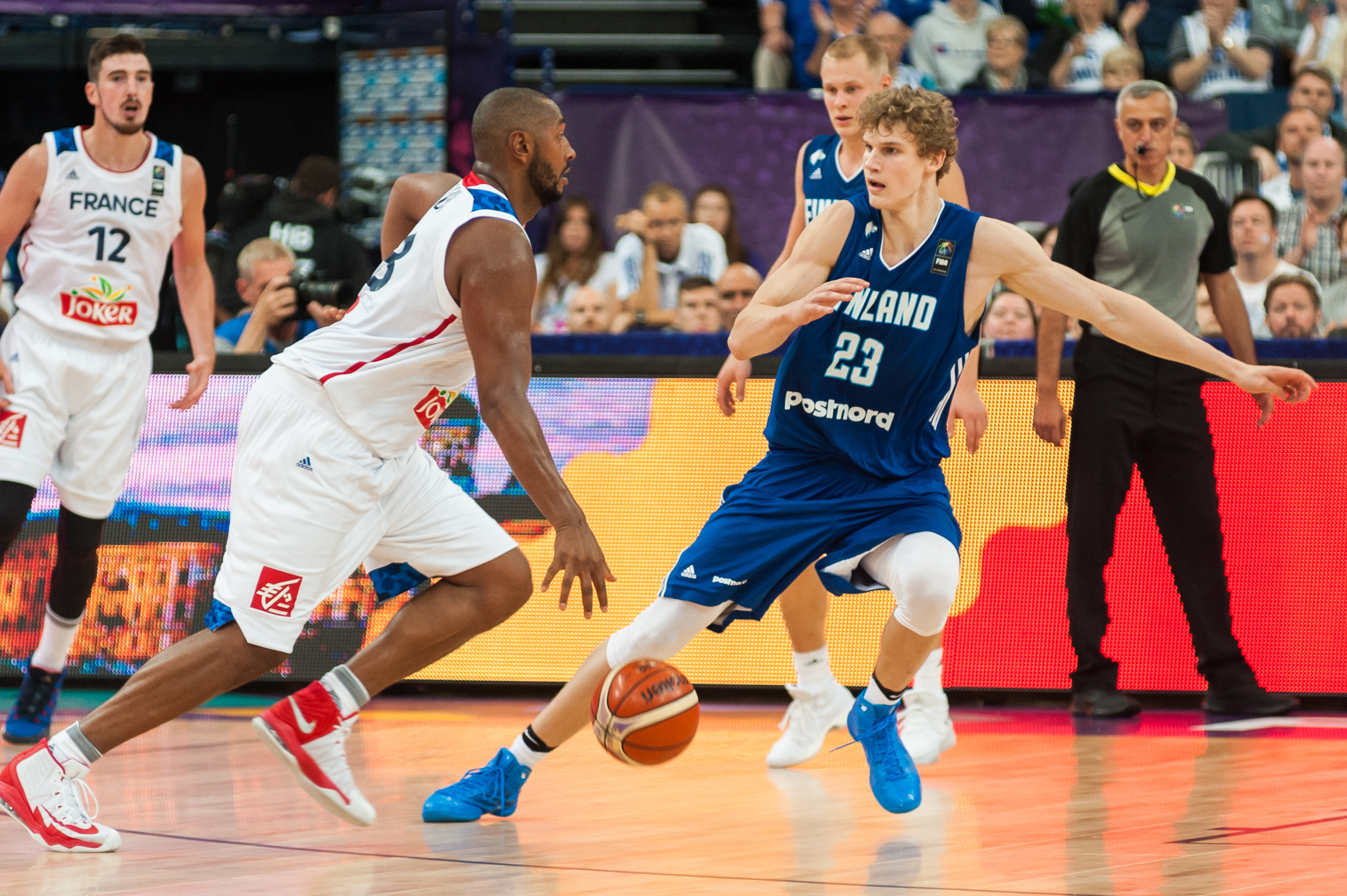
Diaw in duel met Lauri Markkanen op EuroBasket 2017 in een wedstrijd tegen Finland

Diaw speelde in de jeugd van JSA Bordeaux Basket en INSEP. Hij maakte zijn profdebuut in 2000 voor Élan Béarnais Pau-Orthez en speelde bij de club tot in 2003 en won twee keer het landskampioenschap en twee keer de beker. In 2003 nam hij deel aan de NBA draft en werd gekozen als 21e in de eerste ronde door de Atlanta Hawks. Hij speelde twee seizoenen bij de Hawks en in de zomer van 2005 in de NBA Summer League voor dat hij geruild werd naar de Phoenix Suns samen met twee draftpicks voor Joe Johnson.
Bij de Suns speelde hij drie seizoenen en een half. Hij haalde met de Suns driemaal de play-offs. In 2008 werd hij samen met Raja Bell en Sean Singletary geruild naar de Charlotte Bobcats voor Jason Richardson, Jared Dudley en een draftpick. Met de Bobcats haalde hij eenmaal de play-offs en speelde gedurende de NBA Lockout in 2011 voor het Franse JSA Bordeaux Basket. In het seizoen 2011/12 werd zijn contract ontbonden door de Bobcats en tekende daarna voor de San Antonio Spurs.
Hij won met de Spurs het NBA-kampioenschap in 2014 en haalde in totaal vijf keer de play-offs met de Spurs. Hij werd in 2016 geruild naar de Utah Jazz samen met een draftpick voor Olivier Hanlan. Hij speelde nog een laatste seizoen in de NBA bij de Jazz en haalde de play-offs met hen. Hij keerde voor het seizoen 2017/18 terug naar Frankrijk en speelde nog een laatste seizoen voor Levallois Metropolitans.
Hij speelde tussen 2003 en 2017 voor de Franse nationale ploeg en won daarbij eenmaal brons op het wereldkampioenschap in 2014. Op het Europees kampioenschap werd hij Europees kampioen in 2013, won zilver in 2011 en tweemaal brons in 2005 en 2015. In 2012 en 2016 nam hij met Frankrijk deel aan de olympische Zomerspelen.
In 2009 werd hij vice-voorzitter van JSA Bordeaux waarbij hij ook kort speelde gedurende de NBA lock-out in 2011 en een jaar later in 2010 werd hij voorzitter en bleef in functie tot in 2017. In 2019 volgde hij Jean-Pierre Aubry op als voorzitter van Metropolitans 92 maar verliet de club alweer in 2020.

## Privéleven
Diaw is de zoon van Frans basketbalster Élisabeth Riffiod en Senegalees hoogspringer Issa Diaw. Zijn twee (half)-broers Paco en Martin Diaw speelden beiden collegebasketbal.

## Erelijst
- Frans landskampioen: 2001, 2003
- Frans bekerwinnaar: 2002, 2003
- Semaine des As: 2003
- LNB Pro A MVP: 2003
- Frans belofte van het jaar: 2002
- NBA Most Improved Player Award: 2006
- NBA kampioen: 2014
- Wereldkampioenschap:  (2014)
- Eurobasket:  (2013),  (2011),  (2005, 2015)

## Statistieken

### Regulier seizoen
| Seizoen  | Team              | WG   | WS  | MPW  | 2P%  | 3P%  | FW%  | RPW | APW | SPW | BPW | PPW  |
| -------- | ----------------- | ---- | --- | ---- | ---- | ---- | ---- | --- | --- | --- | --- | ---- |
| 2003/04  | Atlanta Hawks     | 76   | 37  | 25,3 | 44,7 | 23,1 | 60,2 | 4,5 | 2,4 | 0,8 | 0,5 | 4,5  |
| 2004/05  | Atlanta Hawks     | 66   | 25  | 18,2 | 42,2 | 18,0 | 74,0 | 2,6 | 2,3 | 0,6 | 0,3 | 4,8  |
| 2005/06  | Phoenix Suns      | 81   | 70  | 35,5 | 52,6 | 26,7 | 73,1 | 6,9 | 6,2 | 0,7 | 1,0 | 13,3 |
| 2006/07  | Phoenix Suns      | 73   | 59  | 31,1 | 53,8 | 33,3 | 68,3 | 4,3 | 4,8 | 0,4 | 0,5 | 9,7  |
| 2007/08  | Phoenix Suns      | 82   | 19  | 28,1 | 47,7 | 31,7 | 74,4 | 4,6 | 3,9 | 0,7 | 0,5 | 8,8  |
| 2008/09  | Phoenix Suns      | 22   | 0   | 24,5 | 56,7 | 35,7 | 69,2 | 3,8 | 2,1 | 0,5 | 0,4 | 8,3  |
| 2008/09  | Charlotte Bobcats | 59   | 59  | 37,6 | 49,5 | 41,9 | 68,6 | 5,9 | 4,9 | 0,8 | 0,7 | 15,1 |
| 2009/10  | Charlotte Bobcats | 82   | 82  | 35,4 | 48,3 | 32,0 | 76,9 | 5,2 | 4,0 | 0,7 | 0,7 | 11,3 |
| 2010/11  | Charlotte Bobcats | 82   | 82  | 33,9 | 49,2 | 34,5 | 68,3 | 5,0 | 4,1 | 0,9 | 0,6 | 11,3 |
| 2011/12  | Charlotte Bobcats | 37   | 28  | 27,5 | 41,0 | 26,7 | 63,0 | 5,3 | 4,3 | 0,5 | 0,5 | 7,4  |
| 2011/12  | San Antonio Spurs | 20   | 7   | 20,3 | 58,8 | 61,5 | 62,5 | 4,3 | 2,4 | 0,7 | 0,3 | 4,7  |
| 2012/13  | San Antonio Spurs | 75   | 20  | 22,8 | 53,9 | 38,5 | 72,3 | 3,4 | 2,4 | 0,7 | 0,4 | 5,8  |
| 2013/14  | San Antonio Spurs | 79   | 24  | 25,0 | 52,1 | 40,2 | 73,9 | 4,1 | 2,8 | 0,6 | 0,4 | 9,1  |
| 2014/15  | San Antonio Spurs | 81   | 15  | 24,5 | 46,0 | 32,0 | 77,4 | 4,3 | 2,9 | 0,4 | 0,3 | 8,7  |
| 2015/16  | San Antonio Spurs | 76   | 4   | 18,2 | 52,7 | 36,2 | 73,7 | 3,1 | 2,3 | 0,3 | 0,3 | 6,4  |
| 2016/17  | Utah Jazz         | 73   | 33  | 17,6 | 44,6 | 24,7 | 74,3 | 2,2 | 2,3 | 0,2 | 0,1 | 4,6  |
| Carrière | Carrière          | 1064 | 564 | 27,0 | 49,3 | 33,6 | 71,7 | 4,4 | 3,5 | 0,6 | 0,5 | 8,6  |

### Play-offs
| Seizoen  | Team              | WG  | WS | MPW  | 2P%  | 3P%  | FW%  | RPW | APW | SPW | BPW | PPW  |
| -------- | ----------------- | --- | -- | ---- | ---- | ---- | ---- | --- | --- | --- | --- | ---- |
| 2005/06  | Phoenix Suns      | 20  | 20 | 39,8 | 52,6 | 42,9 | 76,1 | 6,7 | 5,2 | 0,9 | 1,1 | 18,7 |
| 2006/07  | Phoenix Suns      | 10  | 0  | 23,5 | 47,5 | 0,0  | 66,7 | 3,2 | 3,0 | 0,7 | 0,2 | 6,6  |
| 2007/08  | Phoenix Suns      | 5   | 2  | 35,6 | 54,7 | 0,0  | 50,0 | 5,6 | 4,6 | 0,6 | 0,8 | 14,6 |
| 2009/10  | Charlotte Bobcats | 4   | 4  | 38,0 | 50,0 | 11,1 | 50,0 | 5,0 | 4,0 | 0,3 | 0,8 | 7,5  |
| 2011/12  | San Antonio Spurs | 14  | 14 | 24,7 | 51,4 | 50,0 | 75,0 | 5,2 | 2,5 | 0,8 | 0,3 | 6,2  |
| 2012/13  | San Antonio Spurs | 16  | 1  | 17,1 | 44,4 | 38,5 | 85,7 | 2,5 | 1,8 | 0,3 | 0,2 | 4,1  |
| 2013/14  | San Antonio Spurs | 23  | 3  | 26,3 | 50,0 | 40,0 | 68,8 | 4,9 | 3,4 | 0,6 | 0,1 | 9,2  |
| 2014/15  | San Antonio Spurs | 7   | 0  | 28,3 | 47,9 | 22,2 | 69,2 | 6,1 | 3,6 | 0,7 | 0,4 | 11,6 |
| 2015/16  | San Antonio Spurs | 9   | 0  | 17,7 | 45,7 | 33,3 | 75,0 | 2,1 | 2,3 | 0,2 | 0,4 | 5,2  |
| 2016/17  | Utah Jazz         | 11  | 9  | 18,4 | 50,0 | 42,9 | 90,0 | 1,9 | 2,0 | 0,6 | 0,4 | 5,7  |
| Carrière | Carrière          | 119 | 53 | 26,4 | 50,4 | 33,6 | 73,6 | 4,4 | 3,2 | 0,6 | 0,4 | 9,2  |

2 Leonard ·
3 Belinelli ·
4 Green ·
5 Joseph ·
7 James ·
8 Mills ·
9 Parker ·
11 Ayres ·
15 Bonner ·
16 Baynes ·
20 Ginóbili ·
21 Duncan ·
22 Splitter ·
23 Daye ·
33 Diaw ·
Coach Popovich